# Савамацу, Кадзуко
Кадзуко Савамацу-Ёсида (яп. 沢松和子 Савамацу Кадзуко, родилась 5 января 1951 года в Нисиномии, Япония) — японская теннисистка, сестра Дзюнко Савамацу и тётка Наоко Савамацу.
- Победительница Уимблдонского турнира 1975 года в женском парном разряде
- Победительница Уимблдонского турнира и Открытого чемпионата Франции 1969 года в одиночном разряде среди девушек
- Рекордсменка сборной Японии в Кубке Федерации по числу проведенных матчей и одержанных побед.

## Спортивная карьера
В 17 лет, в 1968 году, Кадзуко Савамацу стала чемпионкой Японии в одиночном разряде. В дальнейшем она выигрывала чемпионат Японии (в том числе в статусе Открытого) ещё трижды — в 1970, 1972 и 1975 годах. В 1969 году 18-летняя японская теннисистка победила на двух юниорских турнирах Большого шлема — Открытом чемпионате Франции и Уимблдонском турнире.
Впоследствии Савамацу на протяжении около десятилетия оставалась одной из ведущих теннисисток мира. Её высшим достижением в одиночном разряде стал выход в 1973 году в полуфинал Открытого чемпионата Австралии после победы над действующей чемпионкой Вирджинией Уэйд; в полуфинале Савамацу проиграла посеянной второй Ивонн Гулагонг. В 1975 году она дошла до четвертьфинала как в Австралии, так и во Франции. В 1972 году она стала победительницей Открытого чемпионата Швейцарии.
В парном разряде Савамацу стала первой японской теннисисткой, выигравшей турнир Большого шлема, когда в 1975 году выиграла Уимблдонский турнир в паре с американкой японского происхождения Энн Киёмурой. В этом же году она дошла до полуфинала Открытого чемпионата Франции с представляющей эту страну Гейл Шеррифф, но там они проиграли Ольге Морозовой и американке Джули Энтони. Частой партнёршей Кадзуко Савамацу в женских парных турнирах была её старшая сестра Дзюнко (мать Наоко Савамацу). В 1970 году Кадзуко и Дзюнко вместе завоевали серебряные медали Универсиады 1970 года в Турине и дошли до четвертьфинала на Уимблдоне.
С 1970 года Савамацу выступала в составе сборной Японии в Кубке Федерации. За шесть лет выступлений она провела за сборную 54 игры в 30 матчах, выиграв 44 и проиграв только десять (25-5 в одиночном и 19-5 в парном разряде). Савамацу выиграла с японской командой утешительные турниры 1970, 1972, 1974 и 1975 годов и остаётся рекордсменкой команды по числу проведенных матчей и одержанных побед во всех разрядах.

## Участие в финалах турниров Большого шлема за карьеру (1)

### Женский парный разряд (1)
Победа (1)
| Год  | Турнир              | Покрытие | Партнёрша   | Соперницы в финале         | Счёт в финале |
| ---- | ------------------- | -------- | ----------- | -------------------------- | ------------- |
| 1975 | Уимблдонский турнир | Трава    | Энн Киёмура | Франсуаза Дюрр Бетти Стове | 7-5, 1-6, 7-5 |